# 华秀升
华秀升（1895年—1954年）,男，民国时期教育家、政治家。云南通海人，蒙古族。原名时杰。1930年—1932年任东陆大学（云南大学前身）校长。

## 事迹
1908年入清华大学，曾参加五四运动。1919年前往美国密苏里大学攻读政治、经济学，获学士学位，后考入哥伦比亚大学商学院攻读经济学，获硕士学位。1924年回国后应聘到东陆大学（云南大学前身）任教授兼文科主任。历任东陆大学副校长、校长。他是留美的经济专家，所以跟经历相似的缪云台关系很好。
1945年10月，卢汉任云南省政府主席，华秀升被卢起用云南省政府委员兼财政厅厅长，后兼任省经济委员会委员。这是缪云台向卢推荐的人事。1949年1月，华从财政厅长调任会计处会计长，还留任省府委员。同年11月，辞职省府委员等职。12月，云南起义后，华还留在云南。  
1954年，华秀升在昆明逝世。年59岁。